# Кивиярви (община)
Кивиярви (фин. Kivijärvi) — община в провинции Центральная Финляндия, Финляндия. Общая площадь территории — 599,86 км², из которых 115,81 км² — вода.

## Демография
На 31 января 2011 года в общине Кивиярви проживают 1363 человека: 700 мужчин и 663 женщины.
Финский язык является родным для 99,27 % жителей, шведский — для 0 %. Прочие языки являются родными для 0,73 % жителей общины.
Возрастной состав населения:
- до 14 лет — 15,55 %
- от 15 до 64 лет — 54,37 %
- от 65 лет — 30,15 %

Изменение численности населения по годам:
| Год  | Численность |
| ---- | ----------- |
| 1980 | 2060        |
| 1990 | 2002        |
| 2000 | 1610        |
| 2010 | 1364        |
| 2011 | 1363        |